# Hans von der Groeben
Hans von der Groeben (Lichtenfels, Alemanya 1907 - Rheinbach 2006) fou un polític alemany que fou membre de la Comissió Europea entre 1958 i 1970.

## Biografia
Va néixer el 14 de maig de 1907 a la ciutat de Lichtenfels, població situada actualment a l'estat alemany de Baviera però que en aquells moments formava part del Regne de Prússia. Va estudiar jurisprudència i economia política a la Universitat de Berlín, Bonn i Göttingen.
Va morir el 5 de març de 2005 a la ciutat de Rheinbach, situada a l'estat de Rin del Nord-Westfàlia.

## Activitat política
El 1933 fou nomenat conseller del Ministeri de Nutrició, càrrec que va mantenir fins a la Segona Guerra Mundial, moment en el qual formà part de la reserva de les forces armades. En finalitzar la Guerra fou nomenat membre del Gabinet del Ministeri del Tresoar a l'estat de la Baixa Saxònia. Posteriorment fou nomenat pel Ministre d'Afers Econòmics Federal Ludwig Erhard el nomenà delegat en resposta a la Declaració Schuman per les millores de les relacions entre França i Alemanya.
L'any 1953 fou nomenat delegat alemany a la Comunitat Europea del Carbó i de l'Acer (CECA). Ferm defensor de l'europeisme, fou, juntament amb Paul-Henri Spaak, uns dels grans impulsors de la Comunitat Econòmica Europea (CEE), i fou així mateix el delegat alemany en la signatura del Tractat de Roma l'any 1957 que marcà la fundació de la CEE. En la formació de la primera Comissió Europea fou nomenat el primer membre alemany per part del Canceller Konrad Adenauer en la Comissió presidida pel també alemany Walter Hallstein, esdevenint Comissari Europeu de la Competència. Ocupà aquest càrrec en les dues comissions presidides per Hallstein, esdevenint l'any 1967 en la formació de la Comissió Rey Comissari Europeu de Mercat Interior i Política Regional.
En finalitzar el seu mandat en la Comissió Europea fou nomenat conseller de la Unió Demòcrata Cristiana d'Alemanya (CDU) especialista en qüestions de política europea.